# Emily Hoyos
Emily Hoyos (Etterbeek, 6 januari 1977) is een voormalig Belgisch politica die opkwam voor de Franstalige ecologistische partij Ecolo.

## Levensloop
Als licentiaat in de Romaanse talen en literatuur werd Hoyos in 1997 voorzitter van de Federatie van Franstalige Studenten, waarna ze van 1999 tot 2004 medewerker was op het kabinet van minister in de Franse Gemeenschapsregering Jean-Marc Nollet. Van 2005 tot 2007 was ze directrice van de Franstalige Gezinsbond en van 2007 tot 2009 was ze politiek adviseur van Ecolo.
Voor deze partij werd Hoyos van 2007 tot 2008 OCMW-raadslid van Profondeville, waar ze van 2008 tot 2009 en van 2012 tot 2015 gemeenteraadslid was. 
Van 2009 tot 2012 zetelde zij vervolgens in het Waals Parlement en het Parlement van de Franse Gemeenschap. Van 2009 tot 2012 was ze ook voorzitter van het Waals Parlement
In 2012 werd ze samen met Olivier Deleuze verkozen voor het voorzitterschap van Ecolo. Hierdoor stopte ze als parlementslid. Ze bleef co-partijvoorzitter tot in maart 2015. Deleuze en Hoyos namen ontslag omdat Ecolo bij de verkiezingen van 2014 een grote verkiezingsnederlaag geleden had. In 2015 verliet ze de politiek door ontslag te nemen als gemeenteraadslid van Profondeville.
Na haar politieke afscheid werd ze in 2016 werkzaam bij het adviesbureau Akkanto. Ook werd ze in 2017 voorzitter van de raad van bestuur van de Universiteit Namen.